# Церква святого архістратига Михаїла (Шульганівка)
Церква святого Архістратига Михаїла в Шульганівці — парафія і храм греко-католицької громади Улашківського деканату Бучацької єпархії Української греко-католицької церкви в селі Шульганівка Чортківського району Тернопільської области.

## Історія
До парафії УГКЦ також належать греко-католики з села Долина. Будівництво храму розпочалося у 1878 році. У тому ж році, 7 липня, парафію відвідав митрополит Галицький і архієпископ Львівський Йосиф Сембратович.
Храм був освячений у 1883 році. Наприкінці XIX століття його розписав і створив іконостас відомий художник Корнило Устиянович. До 1946 року парафія і храм належали до УГКЦ. У радянський період храм не закривали, але парафія перебувала в підпорядкуванні РПЦ.
Оновлення та добудови:
- 24 серпня 1905 року — освячено нову кам'яну дзвіницю.
- 2007 рік — встановлено три нових великих дзвони.
- 21 листопада 2014 року — відбулося освячення церкви[1].

При парафії діють такі спільноти:
- Братство «Матері Божої Неустанної Помочі».
- Спільнота «Матері в молитві».
- Вівтарна дружина.

## Парохи
- о. Василь Гоцький (1852—1896)
- о. Порфирій Гордієвський (1896—1898)
- о. Дмитро Хомин (1898—1918)
- о. Ігнатій Величко (1918)
- о. Михайло Фіголь (1918—1968)
- о. Лев Кендринський
- о. Геннадій Михайляк
- о. Ярослав Палій
- о. Роман Гамрацей
- о. Роман Гончарик (2005-2024)
- о. Іван Касюк (2024-до сьогодні)